# Stropharia caerulea
A Stropharia caerulea, comumente conhecida como cabeça redonda azul, é uma espécie de fungo formador de cogumelos da família Strophariaceae. É uma espécie um tanto comum encontrada na Europa e na América do Norte, onde cresce como saprófita em prados, margens de estradas, cercas vivas, jardins e cobertura morta de lascas de madeira. A S. caerulea foi oficialmente descrita para a ciência em 1979, embora já se soubesse que era uma espécie distinta há cerca de dois séculos. O nome científico Stropharia cyanea, definido por Tuomikoski em 1953 e usado por vários autores posteriores, é um sinônimo de S. caerulea.
Os basidiomas possuem um píleo azul-esverdeado esparsamente coberto por manchas brancas de um véu na margem e uma textura de superfície pegajosa e glutinosa. As lamelas na parte inferior do píleo têm uma fixação adnata ou sinuosa ao estipe. Elas são inicialmente marrom-arroxeadas claras, tornando-se marrom-escuras à medida que os esporos amadurecem. O estipe esverdeado é coberto por escamas brancas até um anel fino e transitório. Sua aparência é semelhante à de uma parente menos comum, a Stropharia aeruginosa, mas essa espécie tem um anel mais robusto no estipe, mais escamas no píleo e lamelas mais escuras com bordas brancas.

## Taxonomia
Em 1953, o cientista finlandês Risto Tuomikoski observou uma uma espécie parecida com a conhecida Stropharia aeruginosa, mas que se caracterizava por uma esporada marrom, um anel indistinto e temporário no estipe e crisocistídios revestindo as bordas das lamelas. Tuomikoski chamou essa sósia de Stropharia cyanea, um nome que ele baseou no táxon Agaricus cyaneus de James Bolton, de 1820. Pesquisadores posteriores confirmaram a existência e a ampla distribuição europeia desse táxon. O uso do nome S. cyanea por Tuomikoski, no entanto, estava incorreto, pois o tipo de Bolton referia-se à espécie S. aeruginosa, com esporos marrom-púrpura. Apesar disso, o nome errôneo S. cyanea persiste em alguns guias de campo contemporâneos.
A Stropharia caerulea foi mencionada pela primeira vez na literatura científica por James Bolton em 1788, sob o nome de Agaricus politus. Esse uso não é considerado válido de acordo com as regras de nomenclatura, porque foi usado por Christian Hendrik Persoon para se referir a outra espécie, Entoloma politum, em sua Synopsis methodica fungorum de 1801, que é uma obra sancionada. A Stropharia caerulea foi oficialmente descrita pelo micologista Hanns Kreisel em 1979 a partir de coletas feitas perto de Woldegk, na Alemanha. Machiel Noordeloos transferiu a espécie para Psilocybe em 1995, mas atualmente esse gênero é reservado principalmente para espécies que contêm os compostos psicoativos psilocibina e psilocina. Embora a psilocibina tenha sido relatada uma vez em S. caerulea, isso foi quase certamente um erro, pois análises posteriores não revelaram nenhum traço da substância nos cogumelos.
O epíteto específico caerulea significa "azul" em latim. O cogumelo é comumente conhecido como cabeça redonda azul (blue roundhead). O micologista francês Régis Courtecuisse chamou o cogumelo de agaric verdigris, mas vários outros autores usam esse nome para se referir à Stropharia aeruginosa.

## Descrição

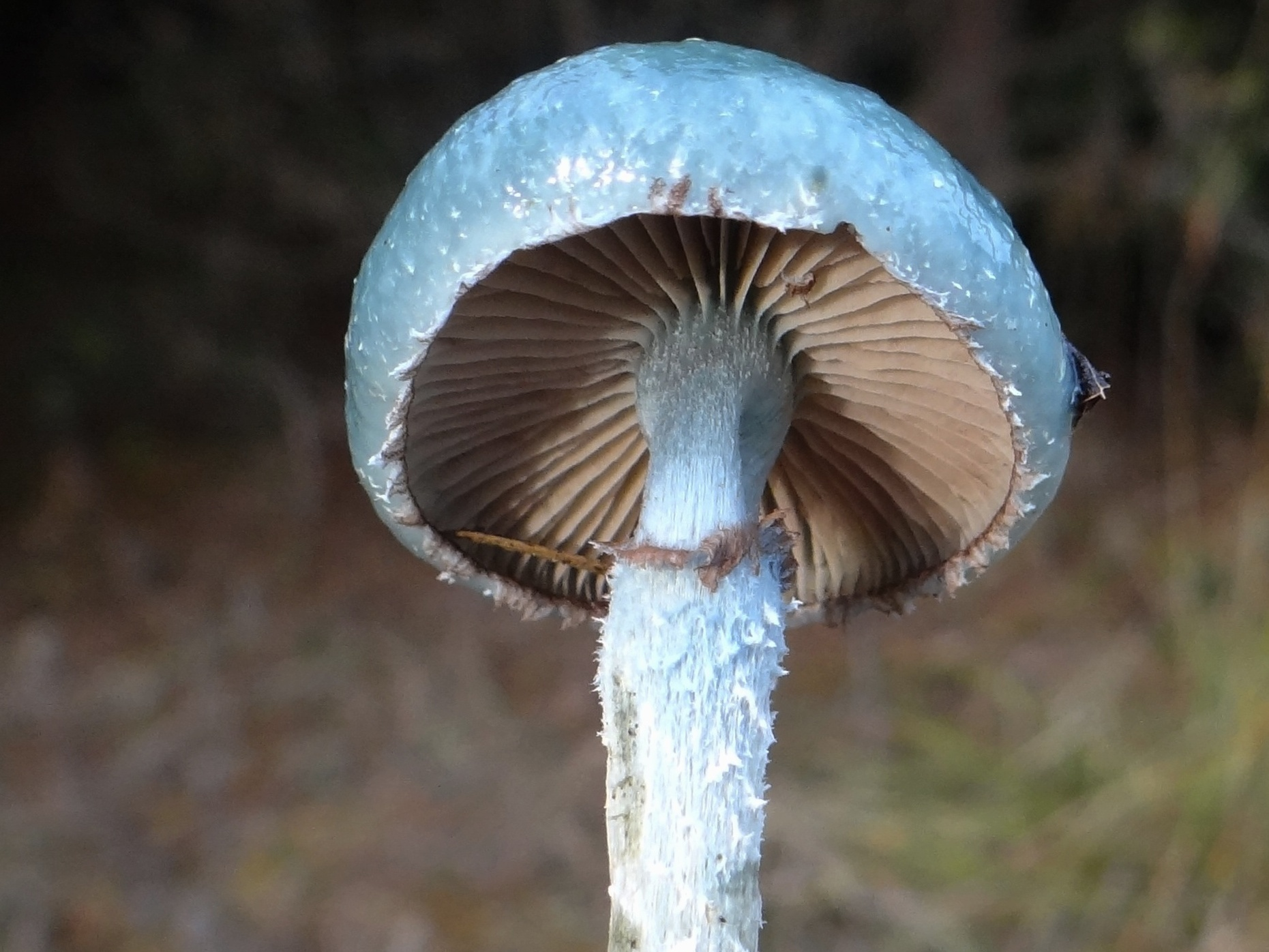
Uma característica proeminente é a textura lisa da superfície superior do estipe e escamosa na inferior, dividida por uma zona anular de curta duração

Os basidiomas têm píleos cônicos a achatados, medindo de 2 a 7,5 cm de diâmetro; geralmente têm um umbo baixo e largo. A cor do píleo depende de sua idade, variando de verde-azulado claro a verde-amarelado-azulado; pode apresentar uma zona esbranquiçada ao redor da margem que tem tons verde-azulados. Quando úmido, o píleo é pegajoso com uma pileipellis que pode ser facilmente descascada; os píleos secos são lisos e brilhantes. As lamelas são inicialmente marrom-arroxeadas claras, tornando-se marrom-escuras à medida que os esporos amadurecem. Elas têm uma ligação adnata ou sinuosa com o estipe. O estipe tem uma zona anular (anel) de curta duração; acima dessa zona, o estipe é liso, enquanto abaixo é fibroso e escamoso. A carne é incolor, embora possa ter reflexos azuis no píleo e no estipe, e não tem odor ou sabor característicos. Os cogumelos são de comestibilidade desconhecida.
A esporada é marrom. Os esporos normalmente medem de 8,0 a 9,0 por 4,0 a 5,5 μm e têm formato elipsoide a oblongo ou ovoide, dependendo do ângulo de visão. Os basídios (células portadoras de esporos) são estreitamente em forma de taco, com quatro esporos e têm dimensões de 24 a 40 por 7 a 12 μm. Os queilocrisocistídios (encontrados na borda da lamela) têm formato de taco, medindo 30 a 55 por 4 a 40 μm, com um pescoço de 2 a 5 μm de largura; os pleurocrisocistídios (na face da lamela) medem 40 a 60 por 5 a 18 μm com um pescoço de 2 a 4 μm de largura. As fíbulas são abundantes em todos os tecidos de S. caerulea. O fungo produz acantócitos, células espinhosas produzidas em ramos curtos no micélio.

### Espécies semelhantes

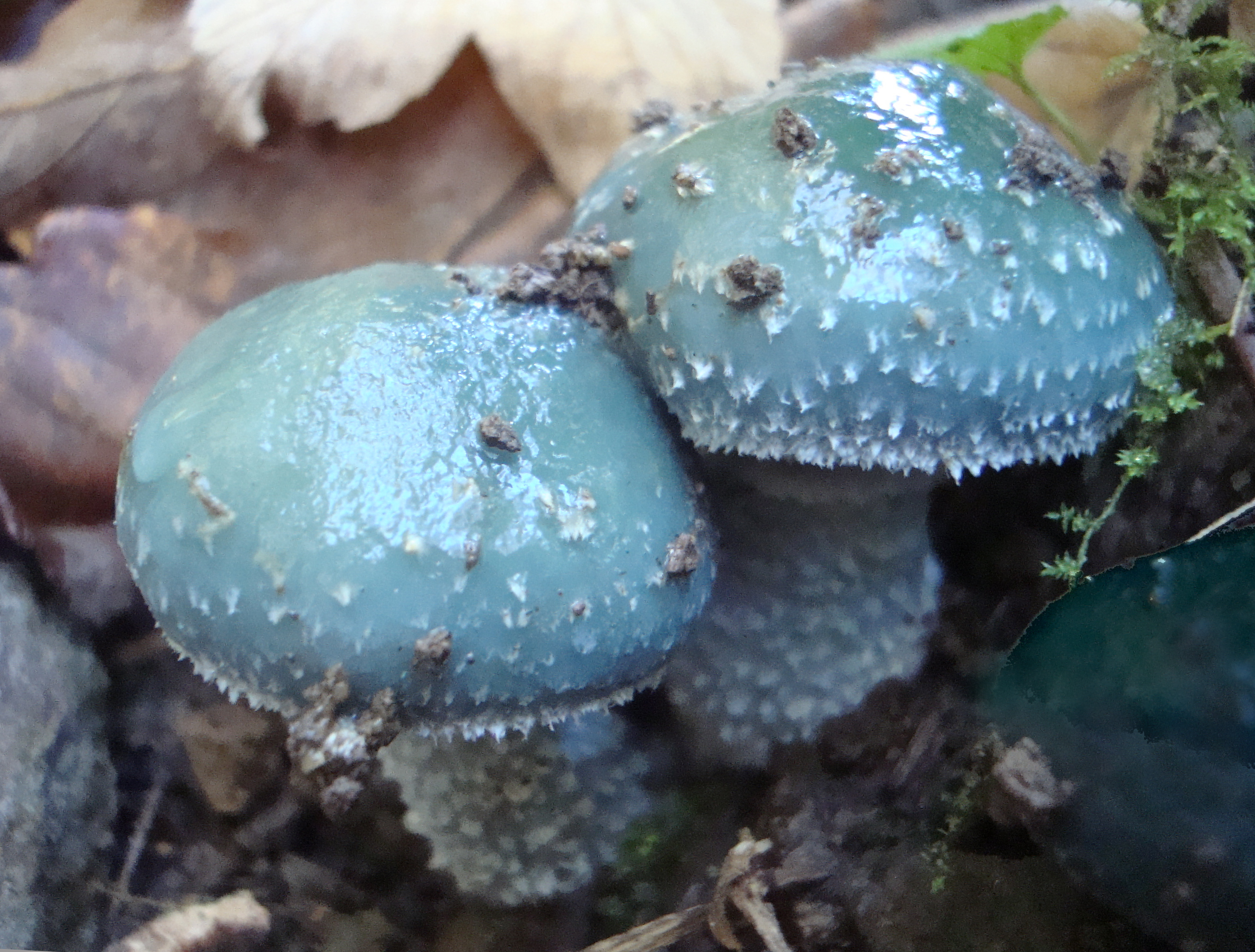
A semelhante S. aeruginosa tem escamas brancas ao redor da margem do píleo

Existem algumas Stropharia esverdeadas com as quais a S. caerulea pode ser confundida. A Stropharia pseudocyanea é uma espécie incomum que cresce em prados; tem uma forma mais delgada do que a S. caerulea, um estipe macio e esponjoso e uma carne com odor semelhante ao de pimenta fresca. Microscopicamente, possui uma paliçada densa de queilocistídios delgados, capitados (com ponta esférica) e não amilóides na borda das lamelas, o que confere às lamelas dos basidiomas novos e frescos uma borda esbranquiçada, característica ausente na S. caerulea. Outra semelhante, a S. aeruginosa, é menos comum do que a S. caerulea. Ela se distingue desta última pela zona anelar bem desenvolvida em seu estipe, lamelas mais escuras com bordas brancas e escamas esbranquiçadas mais numerosas ao redor da margem do píleo. Além disso, a S. aeruginosa tem cores mais estáveis do que a S. caerulea, cuja coloração tende a desaparecer rapidamente. No entanto, as coleções de Stropharia frequentemente apresentam características intermediárias entre duas ou mais espécies, o que dificulta sua identificação precisa.

## Habitat e distribuição
O fungo Stropharia caerulea é saprófito e frutifica individualmente ou em grupos. Ele cresce em prados, margens de estradas, cercas vivas, jardins e cobertura morta de lascas de madeira. Na Europa, é frequentemente encontrado em bosques de faias em solo alcalino. É uma espécie comum em toda a Europa, onde frutifica de julho a novembro. Também pode ser encontrada na América do Norte, onde geralmente frutifica de agosto a outubro. A extensão total de sua distribuição é desconhecida.
Os basidiomas da Stropharia caerulea formam cordões miceliais - estruturas semelhantes a raízes que consistem em uma densa massa de hifas - que criam extensas redes subterrâneas que movimentam nutrientes e permitem que o fungo obtenha recursos. Esses cordões são frequentemente associados a caules e rizomas da urtiga comum (Urtica dioica). O desenvolvimento desses sistemas miceliais e as interações da espécie com outros basidiomicetos decompositores de madeira formadores de cordões foram investigados. Os micélios de Stropharia caerulea formam uma estrutura fractal caracterizada por uma frente densa e de extensão relativamente lenta, uma formação associada à descoberta de nutrientes distribuídos de forma relativamente homogênea, equivalente a uma forragem de curto alcance. Um aumento no suprimento de nitrogênio ou fósforo do solo aumenta a ramificação fractal dos micélios, permitindo maior absorção de nutrientes.